# 노아 라일스
노아 라일스(영어: Noah Lyles, 1997년 7월 18일~)는 미국의 육상 선수로 주 종목은 단거리 달리기이다. 2020년 하계 올림픽 남자 200m 동메달, 2024년 하계 올림픽 남자 100m 금메달을 획득했으며 세계 선수권 대회에서 금메달 6개를 포함하여 메달 7개를 획득했다. 그는 2019년과 2022년 세계 선수권 대회 200m 종목에서 우승을 차지했으며 2023년 세계 선수권 대회에서는 100m, 200m, 4x100m 계주 종목에서 우승을 차지했다. 그는 우사인 볼트 이후 세계 선수권 대회 단거리 세 종목에서 우승을 차지한 최초의 선수이다. 그는 100m에서 9.83초, 200m에서 19.31초의 개인 최고 기록을 보유하고 있으며, 특히 200m 기록은 현재 미국 국가 기록으로 각 세계 역대 기록에서 세 번째로 빠른 기록이기도 하다.